# Menahga
Menahga is een plaats (city) in de Amerikaanse staat Minnesota, en valt bestuurlijk gezien onder Wadena County.

## Demografie
Bij de volkstelling in 2000 werd het aantal inwoners vastgesteld op 1220.
In 2006 is het aantal inwoners door het United States Census Bureau geschat op 1205, een daling van 15 (-1.2%).

## Geografie
Volgens het United States Census Bureau beslaat de plaats een oppervlakte van
10,1 km², waarvan 9,6 km² land en 0,5 km² water.

## Plaatsen in de nabije omgeving
De onderstaande figuur toont nabijgelegen plaatsen in een straal van 32 km rond Menahga.